# Zabajkalskij kraj
Zabajkalskij kraj (Забайкальский край) är en kraj i södra Sibirien i östra Ryssland som bildades genom sammanslagningen av Aginska Burjatien och Tjita oblast 1 mars 2008. Folkmängden är cirka 1,1 miljoner invånare, och den administrativa huvudorten är Tjita. En annan stor stad är Krasnokamensk.